# Cocastelli
Cocastelli (o Cocastello), nobile famiglia di Mantova.
Originaria del Monferrato, fu fino al 1464 feudataria di Montiglio, marchesato dal 1694. Alla fine del XVI secolo si stabilì a Mantova.

## Personaggi illustri
- Luigi Cocastelli (1745-1824), diplomatico e ultimo Governatore di Milano
- Federico Cocastelli di Montiglio (1783-1847), letterato
- Adelelmo Cocastelli di Montiglio (1814-?), letterato

## Arma
D'azzurro, allo scudetto d'argento, con il capo d'azzurro, bordato d'oro.

## Proprietà

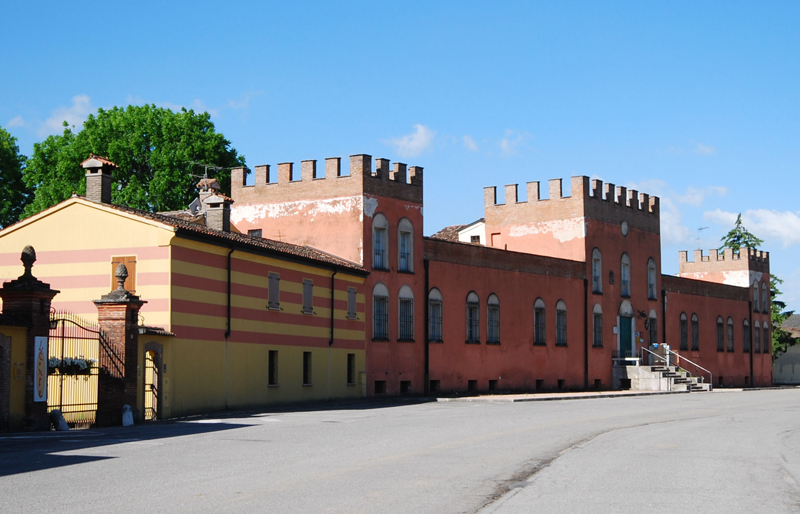
Castello di Cerlongo

- Castello di Cerlongo